# Attleborough
Attleborough – miasto i civil parish w Wielkiej Brytanii, w Anglii, w regionie East of England, w hrabstwie Norfolk, w dystrykcie Breckland. W 2011 r. civil parish to na powierzchni 21,9 km² zamieszkiwało 10 482 osób. Attleborough jest wspomniane w Domesday Book (1086) jako Alia Atleburc/Atlebur(c).